# Viktor Tretiakov
 (novembre 2012).
Si vous disposez d'ouvrages ou d'articles de référence ou si vous connaissez des sites web de qualité traitant du thème abordé ici, merci de compléter l'article en donnant les références utiles à sa vérifiabilité et en les liant à la section « Notes et références ».
Viktor Viktorovich Tretiakov [en russe : Виктор Викторович Третьяков] (né le 17 octobre 1946 à Krasnoïarsk en Sibérie, URSS, actuelle Russie) est un violoniste soviétique et russe, professeur et chef d'orchestre, reçu Artiste du peuple de l'URSS en 1987.

## Biographie
Viktor Tretiakov est né le 17 octobre 1946 à Krasnoïarsk, d'un père musicien militaire. Dès 1956, il est admis dans la classe de Youri Yankelevitch à l'École centrale de musique de Moscou, puis au Conservatoire Tchaïkovski.
En 1966, il remporte le premier prix du troisième Concours international Tchaïkovski à Moscou, ce qui lui ouvre aussitôt les portes d'une carrière internationale, dans le sillage des Richter, Gilels, Rostropovich, et Oistrakh.
En tant que musicien de chambre, Viktor Tretiakov joue avec Sviatoslav Richter, Mstislav Rostropovitch, et d'autres éminents musiciens, tels Iouri Bachmet et Natalia Gutman, et crée un quatuor avec piano, qui s'exécute régulièrement dans les capitales de l'Europe.
Dans les années 1986-1991, il est le chef principal de l'Orchestre de Chambre Tretyakov de l'URSS, et dans les années 1986-1994 président du jury du Concours international Tchaïkovski.
Depuis 1996, Viktor Tretiakov est professeur à l'École supérieure de musique et de danse de Cologne. Parmi ses élèves gagnants de concours internationaux se trouvent Sergei Stadler, Natalia Lihopoy, Ivan Pochekine, Ilya Kaler (en) et Daniel Austrich.

## Distinctions
- 1967 : Prix Lénine
- 1981 : Prix d'État Mikhaïl Glinka
- 1987 : Artiste du peuple de l'URSS
- 1996 : Ordre du Mérite pour la Patrie, 4e classe
- 2006 : Ordre du Mérite pour la Patrie, 3e classe